# アークライズファンタジアの登場キャラクター
アークライズファンタジアの登場キャラクター（アークライズファンタジアのとうじょうキャラクター）では、Wii用ソフト『アークライズファンタジア』に登場するキャラクターについて詳細に説明する。
なお、本項は種族が神種のキャラクターはプロフィール欄に神種と記載し、現種のキャラクターは何も表記せずに記載する。神種、現種の意味はアークライズファンタジア#用語を参照。

## 特徴
本作のキャラクターは販売プロデューサーの水谷英之の「21世紀になってキャラクターが一番進化していないのはゲームなので21世紀のゲームにふさわしいキャラクターを作る。」という方針の下にキャラクター作成が行われており、特に現代の高校生の感覚にあわせて調整されている。キャラクター造形において、特に参考にしているTVアニメ作品として『機動戦士ガンダムSEED』と『コードギアス』の名前が挙げられている。
シナリオに実弥島巧、メインキャラクターのデザインに吉田健一が起用されたのもこの方針のためであり、両者を起用した理由として水谷は「共に瑞々しいキャラクターを描くことが出来る人物であり、シナリオとキャラクターの相性を考えるとこの二名しか考え付かなかった。」と語っている
キャラクターのモデルは様々なバランスに気をつけて作成され、担当したスタッフは「コンセプトとビジュアルの擦り合わせがもっとも難しかった。」と語っている。
キャラクターの多さ故にモーションの作成も苦労し、担当したスタッフは「この作品に限らずキャラ性を出すモーションを作るのは大変だが今回は特に辛かった、付けるよりも考えるほうが大変だった。」と語っている。
本作のキャラクターについて水谷は製作プロデューサーの御影と共に「最初はかなり迷走したがその甲斐あってキャラクターの感性については一番新しく、今の日本のゲームキャラの本質を表しているといっても過言ではない。」と語っている。

## パーティキャラクター
ゲーム中ゲスト参加を含め一度でもパーティーに参加するキャラクターは当節に表記する。
ラルク・ブライト・ラグーン声 - 中村悠一
17歳 身長175cm 体重63kg武器「大剣」防具「鎧、胸当て」
本作の主人公。かつて伝説の傭兵団「ロードナイト」の一員だったザムエルから教わった剣術で戦う。メリディア帝国と契約した認可傭兵。今は亡き父レックスに対する憧れと自分の腕で病を患う母エレナを守るための力を得るために認可傭兵となり、メリディア帝国第二飛空挺団にその身を置いている。ぶっきらぼうな性格で言葉遣いや態度は荒っぽいが人の良い一面もあり、一度決めた事は最後までやり通す強い信念を持つ。アルス、アデールとはザムエル武芸塾で知り合った幼馴染でアルスとはライバルとしても認め合っている。
ストーリー冒頭の任務で濁竜と交戦した際にレテアの森に落下し、そこでリフィアと出会い彼女と行動を共にする。その後、竜縛塔においてイーサの子として覚醒、訳の分からぬままイマジナルの定理を選択しログレス「シムマフ」と契約を結ぶ。しかし後半、イマジナルの定理が現種を滅亡させる定理と知った後はイマジナルでもリアルでもない「第三の定理」を作り出すために行動する。
能力値は良くも悪くも平均的だがログレスとの同調効果によりある程度の能力調整は可能。エクセルアクトは単体、範囲、全体攻撃と自分補助をバランスよく習得する。彼のエクセルトリニティは「ディザスターファング」。
実は彼は正当なイーサの子ではなく、23年前メリディア帝国皇太子ヴァイスと皇帝マハトがエレナを救うために行った聖典メリディアスの封印解除の際にエレナがイーサ神の介入により体内にイーサコードを取り込んでしまったために生まれた想定外のイーサの子である。また、ヴァイスの異兄弟でもあり、父レックスが神種なので神種と現種のハーフでもある。
実弥島はラルクについて「20代のクールなキャラクターにするつもりだったが開発陣から17歳でないと駄目だといわれたため、設定よりかなり幼い感じのキャラクターになった。不器用だが一生懸命で子供っぽい」と、担当声優の中村は「まっすぐだけどぶっきらぼう、かつ信念を持つタイプではなく、その時その時で行動するが根は優しく、それゆえに周囲に愛されているキャラ」と語っている。
リフィア声 - 牧野由依
神種 16歳 身長158cm 体重44kg武器「杖」防具「法衣」
本作のヒロイン。杖で戦う。物心がつく前から既にベネトナージュの歌学省におり、そこで僕たちと共に母シエルの後を継ぎノースノワーレ教のディーバとなるための教育を受けていた。そのためコーダーとしての知識は豊富で歌召術を得意とする。天然気味の性格で世間から隔離されて育ったため世間や常識に疎く、例えや冗談を真に受けてしまうことが多い。ニコルと初めて会った時に彼が口にした「マジです」という言葉を気に入り、度々使用している。
ストーリー開始の少し前にベネトナージュがディノス率いるオルキナ教の襲撃を受けた際に何とか逃げ延び、ログレス、シムマフを探す旅に出る。その旅の途中でラルクと出会い、彼がイーサの子となるとイマジナルの定理をイーサ神に奏上するために彼と旅を続ける。しかしイマジナルの定理の真実を知り、大きなショックを受けるがザイフェルトで亡き父の思いに触れてイマジナルの定理との決別を誓う。それ以降はラルクと共に「第三の定理」を作り出すために行動する。ラルクとの関係は当初はイーサの子とディーバという定理上の関係に基づいてのものだったが次第に個人の関係になっていき、最終決戦前に彼に思いを伝える。
能力値は光召術に関する部分が伸びやすく逆にHPと物理攻撃に関連する部分が延びないため打たれ弱い。エクセルアクトは補助系のものを多く習得する。彼女のエクセルトリニティは「煌歌」。
実弥島によると「当初から天然な性格にする気は無かったが、何でも素直に聞いてしまうのが美点でも欠点でもあるキャラクターとして考えていたら不思議ちゃんになっていた」との事。担当声優の牧野はリフィアについて「第一印象はお姫様っぽく、箱入りの世間知らずっぽい純粋無垢な感じだと思った。不思議系に見られやすいが言葉の中で何気なくいいことを言っていたりするのでその辺を読み取ってもらいたい。」と語っている。
アルフォンス・ゼナ・メリディア声 - 石田彰
18歳 身長176cm 体重61kg武器「長剣」防具「鎧、胸当て」
メリディア帝国の第二皇子で通称はアルス。ラルクと同様、ザムエルから教わった剣術で戦う。腹違いの兄ヴァイスが第一皇位継承権を持つことを自然に受け入れ、ヴァイスを補佐するために品格と振る舞いを見に付けてきた。それ以外にも皇子としての事務と債務を果たすための努力は怠らない。アデールに思いを寄せているが彼女がラルクに惹かれていることを悟っていたため彼女の意思を汲み取って身を引いていた。
品行方正で気取らないが性格だったがストーリー後半でヴァイスを討ち、政権を奪取した後は国民だけでなく門番の兵士にさえ「ヴァイスのほうがずっとマシだった。」といわれる程の独裁者へと変貌する。この性格は実弥島によると「真面目な人は暴走してしまいやすいのではないか？と考えて性格付けをした」との事。。
ストーリー序盤はラルク達と行動を共にするがオルキナ教大神殿においてアデールがリアル・ディーバとなり、自身が『もう一人のイーサの子』だと知った後はアデールへの思いを爆発させて全てを彼女にささげることを決意しラルクやヴァイスと敵対する。その後アデールや同行者と共にリアルの定理を奏上するためにログレスを集め、同時に世界が滅ばないように一年間人間を管理し生活させることが出来れば世界を結晶化させないという契約をリアル神と結ぶ。しかし後半、ホゼアとイグナーツの罠にかかりイーサの因子とアデールを失ってしまい、その後その元凶であるイマジナル神へ復讐するため前述の契約を破棄し世界を結晶化させようとする。しかし空中回廊ベルクトでの戦いを得てラルクと友情を結びなおしリアル神をクライドと共に破壊する。その後最終決戦時にも駆けつけ、ラルク達に協力する。
能力値は全てのパラメーターが高く様々な役割を任せられるが習得するエクセルアクトの関係上やや攻撃向けである。
実弥島によると「当初はしっかり者で国一番の人気者をイメージしていたが、ラルクの年齢が下がったのと同時に、彼も世間に疎い坊ちゃんタイプのキャラクターになってしまった」との事。
アデール・ネヴァンリンナ声 - 加藤英美里
16歳 身長161cm 体重45kg武器「杖」防具「法衣」
ラルク、アルスとは幼馴染の少女。リフィアと同じく杖で戦う。物語開始の15年前に母ラフィルが襲われた後、ラフィルによって身の安全のために「ロードナイト」に保護された。その後ザムエルを祖父とし、祖父の運営する武芸塾で光召術を時には学び、時には師範として出入りする門下生に教えている。門下生とは家族同然に成長していく。幼少期にザムエルと血の繋がりが無いことを知って大きなショックを受けた際に、ラルクから激励を受けたことをきっかけにラルクに惹かれていく。彼女自身はアルスに思いを寄せられており、三角関係の時間を幸福だと思っていた。しかしリフィアの登場によってそんな日常が一変していく事に寂しさと焦りを募らせる。当初は天真爛漫な性格だったがストーリー序盤でラルク達と共にオルキナ教都アントラクスに潜入した際に自身が「リアル・ディーバの後継者」だという真実を突きつけられ、ラルクの気持ちを繋ぎ止めたい一心で継承するがそれが逆にラルクとの決別を決定付けてしまい、心を絶望に捕らわれてしまう。以降は高飛車な性格となり他者、特にリフィアに対しては見下した発言をすることが多い。一方でラルクに対する好意は消えていないため身を挺して彼を救うシーンもある。しかし報われないその好意をアルスに当てつけてしまっており、彼の思いを感じ、分かりながらその思いに応えられない自身に苛立ちを募らせている。この性格について担当声優の加藤は「自分の意見をはっきりと言っているので演じていて気持ちよかった、リフィアに対するアデールの気持ちには共感できる部分もある」と語っている。
アルス達と共にリアルの定理をイーサ神に奏上しようとするが、ストーリー後半で空中回廊ラスカーダにラルクたちを追って乗り込んだ際に、ホゼアの罠にかかったアルスを助けるためにディーバとしての力を使い、命を落とす。
能力値はリフィアと同様の傾向があるがエクセルアクトは攻撃系のものが多い。
隠しダンジョン「幾何回廊アルヴィス」にも登場。登場直後は状況が分からず混乱していたがラルクにかつて幼少期にかけられ、思いを寄せるきっかけとなった言葉と同じ言葉を言われ、彼らに協力する。
実弥島によると「水谷の要望にこたえて作ったキャラクターでかつ、今まで書いたことの無いタイプ。コレでよかったのか未だに自信が無い。シナリオを作り終えて一番楽しかったと気付いたキャラクターであり、アデールのおかげで辛い作業も乗り越えられた」と語っている。加藤はアデールについて「感情をむき出しにするところは演じていて楽しかった」「自分が今まで演じたことの無いキャラクター」と語っている。
ニコル・ベネックス声 - 羽多野渉
20歳 身長171cm 体重61kg武器「銃」防具「胸当て、胴衣」
メリディア帝国の下級兵士。拳銃で戦う。幼い頃に両親を亡くし、頼る親戚も居なかったため街でかっぱらいやスリを働いて生活していたが生来のドジ故に失敗を繰り返し、このままでは餓死してしまうと思い仕方なく衣食住の保障がある軍隊に志願した。そのため兵士のとしての能力は低く周囲からの評価はかなり悪い上性格もお調子者で有限不実行、嘘つきで臆病、さらには見栄っ張りでバカと問題だらけだが調子の良さと明るさでウザがられつつも憎まれない。
ストーリー開始より少し前に、オルキナ教国経由でトュレミリア共和国への脱走を試みようとオルキナ教国行きの船に密告しようとしたが失敗し、上官に処刑されそうになった所をラルクに助けられ、後にラルクがアルスと親しいと知った事から、己の保身のためにラルクを兄貴と慕うようになる。当のラルクには基本的に罵倒されているが、彼はニコルを最終的に見捨てることは無い。ストーリー上の要所要所で、「パーティから離脱しては加わる事」を繰り返していたが、それはヴァイスとフレイアから命じられた「ラルクの監視」という任務のためである。しかしラルクの信頼と、世間を知らないが故の純粋な思いから自身を信じるリフィアの存在からその任務に負い目を感じ、帝国と共和国の休戦親書が出来た後にパーティーから完全に離脱する。その後アルスの政権に反抗するレジスタンスの一員としてザイフェルトでラルクたちと再会、ラルク達に協力するがイグナーツがラルクとアルスをおびき出す為にエレナを人質に取ろうと現れた際に身代わりとなり、ラルクたちによって救出されるも、その直後にラスカーダの最終兵器「白き槍」を破壊するために、ラスカーダ内の飛光挺で特攻をかけ死亡する。
能力値はSPD以外平均的だがやや光召術関係が弱い。エクセルアクトは攻撃系が多い。
隠しダンジョン「幾何回廊アルヴィス」にも登場。
実弥島はニコルについて「”役立たずで駄目な人をパーティーに入れたらどうか”と思い提案したキャラクターで、結果として書いて一番楽しかった、以前から一番書いてみたいと思っていたキャラクター」と語っている。担当声優の羽多野はニコルについて「今まではどちらかというと暗いキャラクターが多かったのでウザさを出すのが難しかった」と語っている。
セシル・ガルシア声 - 戸松遥
神種 12歳 身長149cm 体重39kg武器「籠手」防具「胴衣」
ガルシア流格闘術と呼ばれる格闘術を駆使して戦う少女で自称「勇者」。幼いながら体術に優れており、並みの大人なら一撃で気絶させることが出来る。サージュからは「ミニマムレディ」と呼ばれる。強気でストレートで性格だが表面には出さないものの傷つきやすい面もある。事あるごとに「勇者」や「勇者道」と口にして目指すのも、かつてガルシア流格闘術の使い手だった父を慕いながら女だからという理由でディノスのように愛情を注いでもらえなかったために、「勇者」となり父に認めてもらいたいという思いからである。
ラスカーダ内で眠りから覚めた後、行方知れずの家族を探すと同時に自身の勇者道を極める為に各地を放浪している。その途中でザムエルやラルクたちと出会い行動を共にする。ラルクたちが飛空挺を入手した後はその操縦も担当し飛光挺に「ブレイブセシル号」と名付ける。その後、双子の弟ディノスと再会するも敵対することとなり、最終的には弟に止めを刺す事となる。
能力値は攻撃面が強く防御面が弱い。エクセルアクトは攻撃系のものを多く習得する。彼女のエクセルトリニティは「イクシード迅雷昴」。
実弥島によると「他の女性キャラが直球でなかったのでセシルは元気な少女にした。勇者を目指してもらうために年齢を幼くした」との事。
ラストナ・オイゲン声 - 藤原啓治
神種 39歳 身長188cm 体重81kg武器「長剣」防具「鎧」
寡黙かつ冷静で必要最低限のことしか話さない剣士。長剣と短剣の二刀流を駆使する鮮やかな剣術で戦う（プロフィール欄の武器は装備できる武器である）。かつてはサージュ、ザムエル、レックスと共に伝説の傭兵団「ロードナイト」の一員だったが、イグナーツに妻子を人質に取られ止むを得ず裏切り、レックスをその手にかける。この事を深く悔やんでおり以降はレックスの息子であるラルクに討たれることのみを目的に生きてきた。当初はラルクにこの事実を黙っていたがサージュがメンバーに加入した際に告げる。その際、サージュとも和解する。前述した剣術からラルクとセシルは当初はオイゲンが「神速のレオン」だと思っていた。
ストーリー序盤に発生したジャダ襲撃の際に一時加入。その後ラルクたちがトュレミリア共和国で投獄された際に脱獄に協力し正式に加入する。エブル遺跡内では彼をリーダーにしたパーティーで進む場面もある。
能力値はHPと物理攻撃関連が伸びやすく光召術とSPDが伸びづらい。エクセルアクトは複合属性を持つものを多く習得する。彼のエクセルトリニティは「斬影」。
実弥島によると「当初はもっとおじさんなイメージだったが、開発が進むにつれて格好いい感じになってびっくりした」との事。
サージュ・レオンハルト声 - 小西克幸
33歳 身長176cm 体重66kg武器「短剣」防具「胴衣 法衣」
短剣と光召術を組み合わせた独特なスタイルで戦う男。盗賊団の新入りとしてラルクたちの前に現れたが、その正体はアデールをオルキナ教国に連れてくるためにオルキナ教国に雇われた傭兵である。いい加減かつ適当で女好きな性格だが、時としてシリアスな面を見せることもある。かつては伝説と呼ばれた傭兵団「ロードナイト」において、最年少でありながらリーダーを務め「神速のレオン」としてその名を知られた存在であったが（ラルクの憧れの存在でもあった）、15年前に仲間だったオイゲンの裏切りによってロードナイトは壊滅。その際にイグナーツの手で利き腕を負傷したため現在の戦闘スタイルへと変更した。その後は仲間の仇であるイグナーツを討つことのみを考えて行動する。
登場直後はラルクたちと行動を共にするがアデールがリアル・ディーバを継承しアルスが彼女についた際に共に彼女の側につく。しかしその後独自にグラ慈恵境教会跡地を訪れた後にオイゲンとも和解しアルス側から離れ、ラルクたちと再び行動を共にするようになる。
能力値は光召術に関する部分とSPDが伸びやすく物理攻撃関連が伸びづらい。エクセルアクトは単独属性がついたものを多く習得する。彼のエクセルトリニティは「ミリオンリグレット」。
実弥島によると「良くも悪くもいい加減かつ適当で適当の悪い意味と良い意味両方に当てはまるキャラクターとして作った」との事。
レスリー・フラハティ声 - 浅野真澄
22歳 身長168cm 体重51kg武器「銃」防具「胴衣 胸当て」
自身の外見に絶対の自信を持つ美女。二丁の拳銃を連射して戦う。サージュからは「バイオレンスレディ」と呼ばれる。かつてトュレミリア共和国の軍隊アルコーン隊の隊長を務めていたが妹エンジュの夫であり自身も愛していたダグラス卿が暗殺されたため、その真相を求めるために除隊した。そのため共和国元老院議長のシェリィと親しい。人から一線を引いて観察するためつかみどころがないように思いやすいが根は真面目な性格。ストーリー開始の少し前に、トュレミリア共和国で起こった歌学省襲撃事件の犯人を目撃し、その際にオルキナ教国へとむかう必要があると判断し、オルキナ教国へ向かった。
初登場時はラルクたちに軽く助言しその後一時的に共闘する。しかしサージュと同様、彼女も自身の目的のためにアルスの側につく。その後エンジュが処刑されそうになったことを知って単身先行して元老院に突入し、処刑を防いだ後はシェリィが帝国との休戦を申し出たためその使者としてラルクたちに協力を求め同行する。
能力値はSPDが特に成長しやすく他の能力値も平均的には伸びる。エクセルアクトは遠距離から攻撃するものを多く習得する。彼女のエクセルトリニティは「クリムゾンシュート」。
実弥島によると「サージュみたいな男が居るから同じような女が居ても良いかなと思って生まれたキャラクター、なので彼女もいい加減かつ適当」との事。また、巨乳なのは実弥島の要望によるものである。
ディノス・ガルシア声 - 斎賀みつき
神種 15歳 身長168cm 体重53kg武器「グローブ」防具「胴衣」
セシルの双子の弟でセシルと同じくガルシア流格闘術を会得している。その格闘術と光召術で戦う他、亡霊系モンスターを呼び出したり死体を操りする能力を持ち、その能力から骸使いと呼ばれる:暗く悪意を持った印象だがセシルによれば幼少期はおとなしく貝殻などを集めるのが趣味だったとの事。
15年前に父親の命令によって当時のリアル･ディーバであったラフィルを暗殺しようとするも失敗し、その代償として父によって濁龍化させられそうになった所をラフィルに救われる。以降はラフィルに忠誠を誓い、彼女が殺された後は報復として歌学省を襲撃しリフィアの母シエルと僕達を虐殺した。アデールのリアル･ディーバ継承後は彼女に忠誠を誓い行動を共にする。空中回廊ベルクトにおける戦いでラルクたちに敗れた後、自ら濁龍化しラルクたちを手にかけようとするがその直前にセシルによって止めを刺される。
本遍で彼が加入するのはエブル遺跡のみだが隠しダンジョンの「幾何回廊アルヴィス」にも登場しゲストとして加入してくれる。能力値は攻撃面は高いが防御面、特にHPが低く打たれ弱い。エクセルアクトは攻撃系のものばかり習得している。
彼について実弥島は「生まれ育った環境や過去の事を考えるとちょっと可哀想かもしれない、たった一つ信じているもののためだけに生きているある意味シンプルな生き方の人」と語っている。
クライド声 - 大川透
48歳 身長196cm 体重110kg武器「戦斧」防具「鎧」
メリディア帝国の将軍で元々はアルスの側近として忠誠を誓い、同時に皇子にふさわしい者となるように教育を施して来た。どのようなときでも忠義を見失わない強い意志を持つ。初登場時はジャダで駐在軍の指令を任されていたがアルスがメリディア帝国と決別した後彼らに合流しアルスの背を支える。しかし一方でアルスの行いに疑問を抱いてもおり、忠義と疑問の間で苦悩する。その葛藤の中でアルスにはラルクのような友が必要だと気付いていたため忠義を尽くしつつもラルクにアルスを止めるよう度々告げる。
空中回廊ベルクトでラルクたちに敗れた後アルスの元に急ぐように告げ、アルスがラルクたちに敗れた後、リアル神の破壊を決意すると彼と共にリアル神に攻撃を仕掛ける。その後の消息は不明。
本遍で彼が加入するのはエブル遺跡のみであり、全キャラクター中最も加入期間が短い。能力値はオイゲンとよく似ており物理攻撃面が高く光召術面が低い。エクセルアクトは範囲攻撃を多く習得している。
実弥島によると「頑固なおじいさんを作りたくて考えたキャラクターでどこまでも共に進む部下という存在という憧れを体現してもらった」との事。

## その他のキャラクター

### メリディア帝国
ヴァイス・ドナ・メリディア声 - 子安武人
26歳 身長186cm 体重78kg 武器「長剣」
メリディア帝国の現皇太子。力こそが正義で信じるのは己のみという傲慢な性格をしており、正妃の子供ではなく愛人の子である事もあって周囲からは皇太子としてふさわしくないと思われている。帝国を取り巻く全ての問題を力で解決しようとする。実はラルクとは異父兄弟であり、表面上には出さないものの何かと彼を気にかける。ゲーム序盤、ラルクたちをオルキナ教国に侵入させ彼らが任務を達成したと同時にオルキナに侵攻、制圧する。このことでアルスと決別することになる。続いてトュレミリア共和国にも侵攻し幾つかの街を手中に収める。彼が侵略戦争を始めた理由は23年前に自身の母エレナを救うために聖典メリディアスの封印を解除しイーサ神と契約した際に父マハト共々濁竜化のトラップにはまり、さらにメリディアスが改ざんされていたことを知って神殺しを決意したためである。その課程でソニア・カーライルを救助して彼女にホゾンをレイにすることなく無毒化する方法を研究させていた。マントは濁竜化しつつある左半身を隠すために身に付けている。その後アルスによる叛乱によって乗じた帝国内の混乱から、トュレミリア共和国からの休戦協定に応じようとするも、アデールとディノスの妨害により協定は結ばれず、旗艦パーセヴァル内においてアルスに身を貫かれ腹違いの弟ラルクに自身の意志を託して死亡する。
実弥島によると「支配者のイメージの一つとして作り、今回は力で押さえつけるタイプの支配者を選んだ」との事。
フレイア声 - 伊藤静
24歳 身長168cm 体重50kg 武器「銃」
メリディア帝国の女将軍でヴァイスの側近。才色兼備かつ厳格な性格で常に国と民のことを考え、時にはアルスにさえ厳しい態度をとる。それ故にニコルには常に威圧感を与えており、彼女もニコルに対していつも怒りを覚えているが彼を嫌っている訳ではなく、ニコルが死亡した際には悲しみの表情を浮かべる。ニコルに「ラルクの監視」という命令を下し、報告を聞いていたのも彼女であり、ニコルが特攻という行動に出たのは自らが命令を下したからではないかとの悔いを内心には抱いている。
エレナ声 - 大竹みゆ
ラルクとヴァイスの母親。病を患っており体は弱いが芯は強い性格。現在はザムエル武芸塾の離れの小屋にラルクと二人で住んでおりザムエルの死後は武芸塾の新たな主となる。かつて帝国皇帝マハトと夫婦でありその時期にヴァイスを生むがその後、毒を盛られ、王宮から追放されてしまう。彼女の救命を願ったヴァイスとマハトがイーサ神と契約した際にイーサのコードをその身に宿したため、その後に生まれたラルクはイーサの子となった。
ザムエル声 - 納谷六郎
ディアマントで武芸塾を営む老人でラルクやアルスはその門下生。かつては伝説と呼ばれた傭兵団「ロードナイト」の一員であり、15年前にアデールの母ラフィルからアデールの保護を頼まれ以降アデールを孫として育ててきた。ストーリー序盤にアデールの命を狙うイグナーツ達にアデールを連れさらわれ、追跡するもイグナーツに返り討ちにされ重傷を負う。その後オルキナから帰国したラルクたちに前述のアデールの秘密を話した後に死亡。
マハト
メリディア帝国の現皇帝。表面上は病で倒れているという事になっている。実際は23年前にかけられた濁竜化の呪いが侵攻しているためであり後に自害する。そのためゲーム中に直接登場するシーンは無い。
グリューネ
メリディア帝国の現王妃でアルスの母。かつてエレナに毒を盛り、王宮から追放した張本人でもある。マハト同様、ゲーム中直接は登場しない。

### オルキナ教国
ラフィル
アデールの母でオルキナ教の前ディーバ。15年前にQEDの襲撃を受けた後アデールの身を案じ、彼女を「ロードナイト」へと預ける。物語開始の少し前、再びQEDの襲撃を受け死亡。直接は登場しない。

### トゥレミリア共和国

#### QED
イグナーツ（ウォルター）声 - 麻生智久
60歳 身長178cm
ノースノワーレ教の警備組織アイオーン隊、別名QEDの隊長。剣を武器にして戦い、物理、光召術両面に優れている。かつてオイゲンの妻子を人質に取り、ロードナイトを壊滅に追い込んだ張本人である。登場当初はウォルターと名乗り穏やかで礼儀正しい性格を装うがその本性はグラの生体コードを削り暴走させる、現種を意図的に濁竜化させる実験を行うなど凶悪である。世界の支配を目論んでおり、利害が一致したノースノワーレ教の聖皇ホゼアと結託してイマジナルの定理をイーサ神に奏上しようとしており、そのためにイマジナルの定理を選んだラルクを洗脳しようとしたり、ニコルを人質にとって空中回廊ラスカーダに誘い出したり、アルスを罠にかけてイーサの因子を奪ったりした。最後はラスカーダにおいてラルクたちとアルスに討たれる。
ポーリャ声 - 小林ゆう
15歳 156cm 42kg 武器「鎌」
QEDの構成員でイグナーツの部下。ルーニャとは双子で彼女が姉。激情的な性格をしており鎌を用いた接近戦と火属性、風属性の攻撃を得意としている。
イグナーツの光召術で過去の記憶を奪われた上でQEDの構成員となっており、その過去は不明。ゲーム序盤、イグナーツやルーニャと共にザムエル武芸塾を襲撃した後、アデールを追っていきラルクたちと交戦、奥義「まじくるジェミニ」で彼らを追い詰めるも隠れていたサージュの機転から取り逃がす。その後元老院地下の処刑場でラルクたちと再戦するもまたしても敗北。その後投獄されるも脱獄し幾つかのクエストで登場する。
実弥島によると「双子の美少女暗殺者を出して欲しいという製作スタッフの要望から生まれたキャラクター。自分はルーニャとポーリャではポーリャがタイプ」との事。担当声優の小林はポーリャについて「服装からエネルギーや勇ましさ、強さを感じた。信念がある。敵が来たときにも負けないという気持ちを大事にして演じた。」と語っている。
ルーニャ声 - 広橋涼
15歳 156cm 42kg 武器「傘」
QEDの構成員でイグナーツの部下。ポーリャとは双子で彼女が妹。冷静な性格をしており傘から放つ弾丸を用いた遠距離戦と水属性、土属性の攻撃を得意としている。
ポーニャと同様、イグナーツの光召術で過去の記憶を奪われた上でQEDの構成員となっており、その過去は不明。ポーリャとルーニャはゲーム中常に二人一組で行動しているため、詳細な作中行動についてはポーリャの項を参照。
実弥島によると「ポーリャ同様スタッフの要望によって生まれたキャラクター。武器をどうするかを悩んだ」との事。

#### ノースノワーレ教
ホゼア声 - 小形満
ノースノワーレ教の聖皇。表向きは穏やかな物腰でラルク達に協力的だが裏ではイマジナルの定理を奏上して現種を死滅させ、神種のみの世界を作り上げようとしており、そのためにリフィアを利用しイグナーツと結託している。ベネトナージュに居るように思われるがそれは立体映像であり、本人は空中回廊ラスカーダに居ながら映像を通して話をしている。ニコルを人質にとってラスカーダにラルクたちをおびき出した際、ラスカーダ奥においてイマジナル神の力を借りてラルクたちと戦うも敗北し死亡。ラスカーダの神種たちにとっては良き指導者であり、神種たちは彼の死を嘆いた。
シエル
リフィアの母親。物語開始の少し前までイマジナル、ディーバを勤めていたがラフィルを殺された報復としてベネトナージュを襲撃してきたディノスに殺される。直接は登場しない。

#### 上記以外
シェリィ声 - 生天目仁美
トュレミリア共和国元老院議長。先代の議長で会った父の死の謎を探るために議長の座を買収して手にした。ラルクからヴァイスが書いた降伏勧告状を渡された際はあまりの無礼さに激怒し帝国との戦争を会戦する。その後レスリーが持っていたコードディスクからQEDの暗躍の真相を知り、同時期に帝国内でアルスによる叛乱とそれに伴う混乱が生じていたこともあって、帝国との休戦を決意するも協定中にアデールとディノスの妨害にあい協定は結ばれず自身もその際帝国の名を語ったQEDの襲撃を受ける。その後記憶を失った状態で、メリディア帝国内のアルスの悪政に反抗するレジスタンスのリーダーとなっていたが、リフィアの歌召術で記憶を取り戻す。その後トゥレミリア共和国に戻りQEDと内通していたアヴリースを更迭し再び議長の座に着く。
アヴリース声 - 箭内仁
元老院副議長。しかし裏ではQEDと内通しており元老院内の情報をQEDに流していた。シェリィがQEDの秘密を知ったため休戦協定の情報をQEDに流し彼女を暗殺しようとし、その後議長となったが生存していたシェリィによって更迭される。
エンジュ
レスリーの妹。レスリーが持つコードディスクを奪おうとするQEDによって人質にとられ処刑されそうになるもラルク達とアルス達によって救出される。
ダグラス
エンジュの夫でレスリーも彼を愛していた。QEDのことについて調べていたため三年前、QEDの手によって暗殺される。直接は登場しない。
マリア声 - 杉浦奈保子
エブルの村に在住している少女。かつて同郷に居たサージュのことを今でも慕っている。声が出なくなってしまっているがグラがラルクと契約した後は話が出来るようになる。
グランツ声 - 遠藤大智
エブルの村に在住している技師。頑固な性格。飛光艇の修理を頼んでも当初は拒否していたがマシュガルの話を聞いたため修復してくれる。

## その他
コピン声 - 代永翼 長老は荻野晴朗
この世界に住む生き物。人型のスライムのような外見をしており頭には葉っぱのようなものがある。性格は総じて律儀だが間抜けな部分もある。二箇所にある里に多数が生息している他ラルクたちに同行する赤色の個体、カルブンクルスでレースに出場している個体等もいる。ラルクたちに同行している個体は物語を進めたり特定のクエストをクリアすると、岩を破壊したりレイの塊を橋にしたりして新たな道を開拓できるようになる。
レックス
神種
ラルクの父親。かつてレオン、ザムエル、オイゲンと共に伝説の傭兵団、「ロードナイト」を結成していたが15年前、オイゲンの裏切りにあい死亡する。
ソニア カーライル声 - 豊崎愛生
神種
神種の研究者。サージュからは「知的眼鏡美人」と呼ばれる。目覚めた後世界を放浪していたところをヴァイスに助けられ彼の依頼でホゾンを無毒化しつつレイにしない方法の研究を進めていた。その際に万が一の事があればラルクを頼るよう伝えられていたため自らの元を尋ねてきたラルクに研究成果を見せ、歌う石の力を用いれば可能であることを告げる。
リューズ声 - 佐藤利奈
13歳 149cm 39kg
ソアラという女性と共にラルクたちの行く先々に現れるノワーレ教の伝道師。年齢のわりに落ち着いた雰囲気で穏やかかつ慈愛に満ちた性格。ラルクたちの前に現れては謎めいた言葉をつぶやいていく。
その正体はイーサ神のコアである歌う石であり、イーサ神そのものである。ラルクたちの前の度々現れたのはイーサの子を自らの元へと導くためである。イーサ神として迷える人々の願いに応え神という立場に据えられたがやがて自身の行動に疑問を抱くようになるもその疑問から目を背けている。
聖地ノワーレにおいてラルクから第三の定理を奏上されるもそれを身勝手と拒否し一度はラルクたちを退ける。しかし二度目の戦いでラルクたちに追い詰められた際に、自らの支配下から離れたログレスを奪還しようとするも、アルスに阻まれ遂にイーサ神としての姿を現し、自らの存在のためになお交戦するも敗れる。そして自ら目を背けてきた疑問を認め、ラルクたちにフルヘイムの未来を託して消滅した。

## ログレス
ログレスにはセリフがあるが、アルル以外は声優が不明なため記載しない。
シムマフ
ラルクが最初に契約したログレス。西洋のドラゴンのような外見で開放のロゴスを身に宿している。メリディア帝国に捕らえられ、ジャダの竜縛塔内部において帝国にレイを供給していた。同調するとLUK以外の能力が向上し、火と風の属性耐性が上がる。開放時に使う技は光属性攻撃の「開放の光輝」。かつてはハーデルという人間であり、リフィアの実父である。
ギルダブ
アルスが最初に契約したログレス。シムマフと同じく西洋のドラゴンのような外見で支配のロゴスを身に宿している。オルキナ教国の大神殿において長らく暴走状態にあった、がアルスと契約したことにより沈静化する。空中回廊ベルクトのアルス戦後、アルスからラルクへと譲り渡される。同調するとシムマフには劣るもののLUK以外の能力と基礎APが向上し火と闇の耐性が上がる。開放時に使う技は闇属性攻撃の「支配の静寂」
アブシム
アルスが二番目に契約したログレス。デュラハンのような外見で審判のロゴスを身に宿している。バトラキテスの奥地にてイーサの子がたどり着くのを待っていた（ラルク達がバトラキテスにたどり着いた際には既にアルスが契約していたため、どこに居たのかは不明）。ギルダブと同様、空中回廊ベルクトにてアルスからラルクに譲られる。同調すると攻撃系の能力が向上し防御系の能力が低下する。開放時に放つ技は戦闘不能の追加効果を持つ無属性攻撃の「審判の時空」。
グラ
ラルクが二番目に契約したログレス。四足で歩く城のような外見で剛直のロゴスを身に宿している。イグナーツによって生体コードを削られエブル遺跡の奥で暴走していたがラルクたちが削られた部分を修復したために正常に戻った。同調するとDEFと土属性の耐性が向上し風属性の耐性が低下する。開放時に放つ技は土属性攻撃の「剛直の境界」。
ルフンガ
女神のような外見をしている純潔のロゴスを身に宿したログレス。回遊ルートであるトパジオンの海岸にアデールがダークスコールでホゾンを降らせたためその姿を見せる。直前のアルスとの戦闘でラルクが勝利すればその時点で契約できるが敗北するとアルスが契約してしまう。ルフンガに限らずラルクとアルスが競合するログレスをアルスが契約した場合、そのログレスはギルダブ、アブシムと同時に入手することになる。同調するとMGCと各属性に対する耐性が向上する。開放時に放つ技はパーティー全員のHPを最大まで回復し、同時にステータス異常も治療する「純潔の楽師」。
バネトゥ
バッファローに鰻の体を組み合わせたような外見をしている守護のロゴスを身に宿すログレス。廃都ヒルベルトにおいてアルスと競合する事となり条件を満たした上で倒せば契約できる。バネトゥに限らずルフンガ以外の競合ログレスは条件を満たした上で戦って倒さなければ契約できない。同調すると防御系の能力が向上し攻撃系の能力が低下する。開放時に放つ技はパーティー全体に二ターンの間物理攻撃無効の効果を与える「守護の矜持」。
ウルグラ
東洋の竜のような外見をした勇猛のロゴスをその身に宿したログレス。エルゴート火山においてアルスと競合し条件を満たした上で倒せば契約できる。同調するとATKと火属性の耐性が向上し水属性の耐性が低下する。開放時に放つ技は火属性攻撃の「勇猛の宿命」。
スクイル
マンタのような外見をした怒涛のロゴスをその身に宿すログレス。ソリトン鍾乳洞においてアルスと競合するが、他の競合ログレスとは異なり契約に関わらず戦うことは出来るため、その戦闘で一定ターン以内で倒せば契約できる。同調するとRESと水属性の耐性が向上し火属性の耐性が低下する。開放時に放つ技は水属性攻撃の「怒涛の波動」。
パピルサグ
鷲のような外見をした天威のロゴスをその身に宿したログレス。天衝塔ザイフェルトにおいてアルスと競合し条件を満たした上で戦って倒せば契約できる。同調するとSPDと風属性の耐性が向上し土属性の耐性が低下する。開放時に放つ技は風属性攻撃の「天威の疾風」。
クドアンヌ
指輪にぶら下がっている小動物のような外見をした機知のロゴスをその身に宿すログレス。空中回廊ラスカーダでホゼアを倒した後に織月の宿に入ると登場しそのまま戦いとなり、勝てば契約できる。同調すると各能力が低下する代わりにLUKが大きく向上する。開放時に放つ技はパーティー全体に二ターンの間光召術無効の効果を与える「機知の曖昧」。なお、クドアンヌと後述するマシュガル、アルルは隠しログレスであり、契約せずともゲームクリアは可能である。
かつて人間だった際は卓越した頭脳を持ち、イーサジェムを発見して神とあがめることを提案したが、その結果人々がイーサ神に従うようになってしまったことを予測できなかったため、現在はそのことを悔いている。
マシュガル
天馬のような外見をした孤高のロゴスをその身に宿すログレス。リフィアはマシュマロと言う。クドアンヌと同じく空中回廊ラスカーダをクリアすると登場し、ワールドマップ上を飛び回るがブレイブセシル号を最大まで修復しなければ戦うことは出来ない。ログレスのコード変換に失敗してコードが不完全であるため、ギルダブやグラと同様に暴走していたが戦闘終了後にリフィアの歌召術によってコードが完全なものとなる。同調するとLUK以外の各能力が低下する代わりに回復APが向上する。開放時に使用する技は雷属性攻撃の「孤高の閃光」。
アルル（ソアラ）声 - ゆかな
神種 26歳 164cm 50kg 武器「長剣」
氷を身にまとった女性騎士のような外見をした深慮のロゴスをその身に宿すログレス。約1070年前は優れたコーダーであると同時にノワーレ12勇士の長でもあり、イーサジェムを発見した人物でもある。普段の外見は普通の女性でソアラと名乗りリューズと共にノワーレ教の伝道師として旅をしており、リューズの敵となるものには冷徹な振る舞いをすることもあるが、全てに対して公平であるべきとするリューズとは異なりラルクたちに助言をすることもある。空中回廊ラスカーダクリア後になるとレゾンベルト大氷壁の奥にたたずんでおり、マシュガルとクドアンヌと契約して彼女に話しかけると戦うことが出来、勝つと契約できる。同調するとシムマフ以上にLUK以外の各能力と土属性耐性、水属性耐性が向上する。開放時に使用する技は氷属性攻撃の「深慮の瑠璃」。

## ルミナスアークからの客演
各キャラクターの詳細はルミナスアーク#登場人物を参照。闘技場に魔女軍団としてゲスト参戦。
ルーシャ声 - 平野綾
大いなる一閃が世界を照らす暁光の魔女。回復と範囲型の光属性の光召術「シューティングレイ」 や 奥義「オーバーフラッシュ」などを行う。
ヴァネッサ声 - 伊藤静
紅蓮の魔女。火属性攻撃を中心に行い、「紅の煉獄」という奥義も使用する。スタッフによるとモーションをつけるのが一番大変なキャラだったとの事。
サキ声 - 園崎未恵
隼速の忍。物理攻撃とアイテムの使用、ステータス向上の技を中心に行い、忍術「風神招来」や「秘術、天槍」という奥義も使用する。